# Муллакаєво (Баймацький район)
Муллака́єво (рос. Муллакаево, башк. Муллаҡай) — присілок у складі Баймацького району Башкортостану, Росія. Входить до складу Кульчуровської сільської ради.
Населення — 475 осіб (2010; 518 в 2002).
Національний склад:
- башкири — 100%